# 村上三島
村上 三島（むらかみ さんとう、本名 村上 正一、むらかみ まさかず、1912年（大正元年）8月25日 - 2005年（平成17年）11月20日）は、日本の書家。勲三等旭日中綬章受章者。文化勲章受章者。「現代書道の巨匠」と呼ばれている。贈従三位（没時叙位）。

## 経歴
愛媛県越智郡上浦町（大三島、現在の今治市）出身。大三島で生まれ育った後、大阪府三島郡（後に高槻市となる）に移る。雅号「三島」は大三島と三島郡に由来する。
中学時代から書に親しんでいたが、大阪市立泉尾工業学校在学中に股関節カリエスに罹り足が不自由になったことから、15歳で好きな書道の道に入る。1927年（昭和2年）に片山萬年に、1945年（昭和20年）には辻本史邑に師事。1948年（昭和23年）日展に書道部門が新設されたのを契機に「杜甫九日詩（とほきゅうじつし）」を発表して入選。1949年（昭和24年）と1952年（昭和27年）には日展で特選に選ばれる。また毎日書道展や日本書芸院展などに作品を発表し、1964年（昭和39年）「秋分思子」で日展文部大臣賞、1968年（昭和43年）には「杜甫贈高式顔詩」で日本芸術院賞を受賞した。
日展常務理事、同顧問、日本書芸院理事長、日本書道教育会議副会長などを歴任した他、自ら書道団体の長興会を設立して後進の育成にも努めた。書道の革新にも意を用い、1994年（平成6年）話し言葉を作品化する「読める書」を提唱。1995年（平成7年）には読売書法展に調和体部門を設置した。晩年になっても創作意欲は衰えず、パソコンやワープロの普及に対して、手書き文字の良さを意欲的に追求していた。
日中間の書道の交流にも尽力し、しばしば訪中した。1993年（平成5年）には中国人以外では初となる上海美術館（上海博物館）の特別顧問・特別研究員に就任している。
1985年（昭和60年）日本芸術院会員。1988年（昭和63年）勲三等旭日中綬章を受章。1993年（平成5年）文化功労者顕彰。1998年（平成10年）には文化勲章を受章した。最晩年には故郷の大三島に作品を寄贈、これを受けて同地の旧上浦町は村上三島記念館を建設した。2005年（平成17年）11月20日心不全のため死去、93歳没。従三位を贈位された。

## 書風
日本の書道界においては、唐以前の中国に範を取っていたのに対して、三島は、中国・明末の書家、王鐸の草書連綿体（連綿草）を研究し、篆書、隷書、楷書、行書、草書を駆使して、躍動感に充ち格調高い中に温かさを備えた独自の書風を確立した。

## 著書
- 「書とともに」
- 「王鐸の書法」
- 「三島條幅百選」
- 「現代書道教室」